# كيفن إلستر
كيفن إلستر (بالإنجليزية: Kevin Elster)‏ هو لاعب كرة قاعدة أمريكي، ولد في 3 أغسطس 1964 في سان بدروس ‏ في الولايات المتحدة.

## وصلات خارجية
- كيفن إلستر على موقع دوري كرة القاعدة الرئيسي (الإنجليزية)
- كيفن إلستر على موقعبيزبول رفرنس.كوم (الدوري الرئيسي) (الإنجليزية)
- كيفن إلستر على موقعبيزبول رفرنس.كوم (الدوري الثانوي) (الإنجليزية)
- كيفن إلستر على موقع جمعية أبحاث البيسبول الأمريكية (الإنجليزية)
- كيفن إلستر على موقع إي إس بي إن.كوم (أم.أل.بي) (الإنجليزية)
- كيفن إلستر على موقع مشجعي الرسوم البيانية (الإنجليزية)